# جدرین
جدرین (به عربی: جدرین) یک روستا در سوریه است که در ناحیه حربنفسه واقع شده‌است. جدرین ۱٬۲۱۵ نفر جمعیت دارد.